# 朱向阳
朱向阳，上海交通大学机械与动力工程学院教授，主要从事机器人操作规划和生机电一体化系统技术方面的研究工作。入选中华人民共和国教育部2007年度"长江学者"特聘教授，中国国家杰出青年科学基金获得者。